# Corridor gazier sud-européen

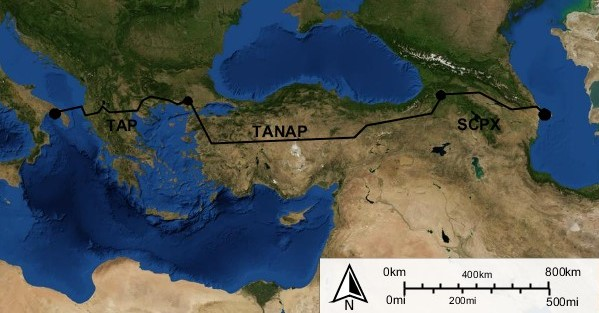
Disposition des différents gazoducs du corridor gazier sud-européen.

Le corridor gazier sud-européen ou corridor gazier méridional (en anglais « Southern Gas Corridor ») est un projet de plusieurs gazoducs qui devrait permettre d’acheminer 16 milliards de mètres cubes de gaz naturel par an depuis la mer Caspienne vers l’Europe. Long d’environ 3 500 km, le gazoduc devrait partir de l’Azerbaïdjan et passer par la Géorgie, la Turquie, la Grèce, l’Albanie et l’Italie. L’investissement total est estimé à environ 45 milliards de dollars.

## Histoire

### Origine de l’initiative
Le corridor est une initiative de la commission européenne pour approvisionner en gaz naturel depuis la mer Caspienne et le moyen orient. L’initiative a été initialement proposée dans le document « Second Strategic Energy Review – An EU Energy Security and Solidarity Action Plan » (COM/2008/781).
L’objectif est de diversifier l’approvisionnement du gaz naturel, en limitant notamment la dépendance envers la Russie. Plusieurs pays ont ainsi été identifiés, en particulier l’Azerbaïdjan, la Turquie, la Géorgie, le Turkménistan, le Kazakhstan, l’Irak, l’Égypte et les pays du Machrek.

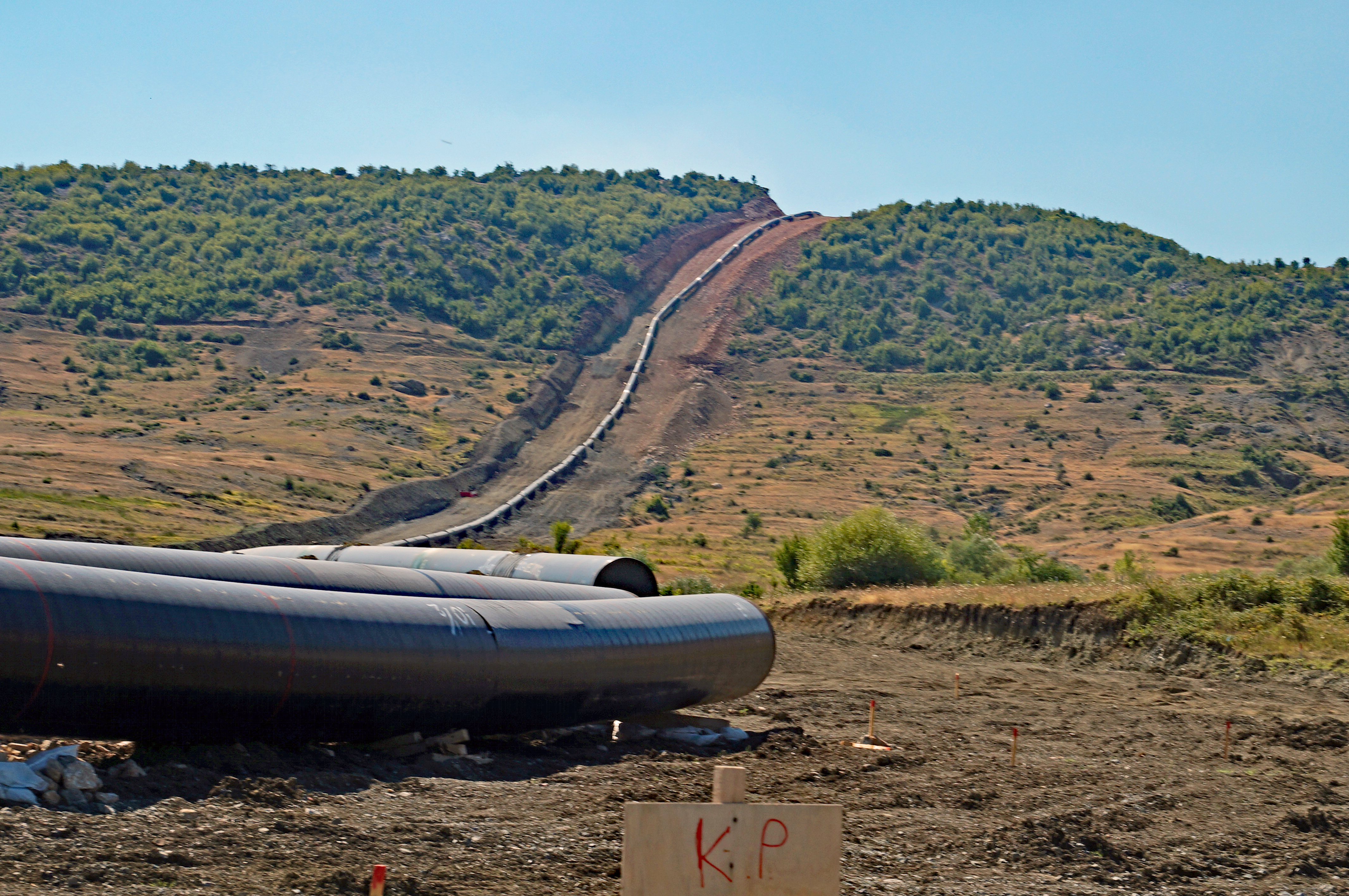
travaux, Albanie, aout 2017

### Origine du gaz naturel
Le gaz devrait essentiellement provenir du champ gazier Shah Deniz situé dans la Mer Caspienne et qui a été découvert en 1999. Le champ appartient à un consortium comprenant BP (28,8 %), Turkish Petroleum Overseas Company (19 %), la compagnie nationale azerbaïdjanaise SOCAR (16,7 %), l’entreprise malaisienne Petronas (15,5 %), le groupe russe Lukoil (10 %), et l’entreprise iranienne NIOC (10 %).

### Inauguration
Le président de la République d’Azerbaïdjan, Ilham Aliyev a commencé à la première phase du corridor gazier du Sud à Bakou. Quelques jours plus tard, le 12 juin, a eu lieu l'ouverture du projet TANAP, le projet de corridor gazier sud dans la région d'Eskishehir en Turquie. Les dirigeants d'Azerbaïdjan, de Turquie, d'Ukraine, de Serbie, de Bulgarie et de Chypre du Nord ont participé à la cérémonie d'ouverture. Le transport de gaz naturel en Grèce du champ de Shah Deniz débutera en juin 2019. Le corridor gazier méridional est une initiative de l'Union européenne (UE) pour transporter le gaz azerbaïdjanais de la région caspienne vers l'Europe via la Géorgie et la Turquie,. Les livraisons de gaz en Europe devraient commencer en 2020,.

### Opérations commerciales
Le 15 novembre 2020, le Trans Adriatic Pipeline entre en service commercial.

## Différents gazoducs
Le projet se décompose en 3 projets de gazoducs complémentaires :
- l’extension du gazoduc du sud caucase (South Caucasus Pipeline extension - SCPx) : en Azerbaïdjan et en Géorgie ;
- le gazoduc trans-anatolie (Trans-Anatolian Pipeline - TANAP), en Turquie ;
- le gazoduc trans-adriatique (Trans-Adriatic Pipeline - TAP) : en Grèce, Albanie et Italie.

Cet ensemble de gazoduc devrait s’étendre sur une distance d’environ 3 500 kilomètres et permettre de transporter 16 milliards de mètres cubes par an depuis la mer Caspienne vers l’Europe.

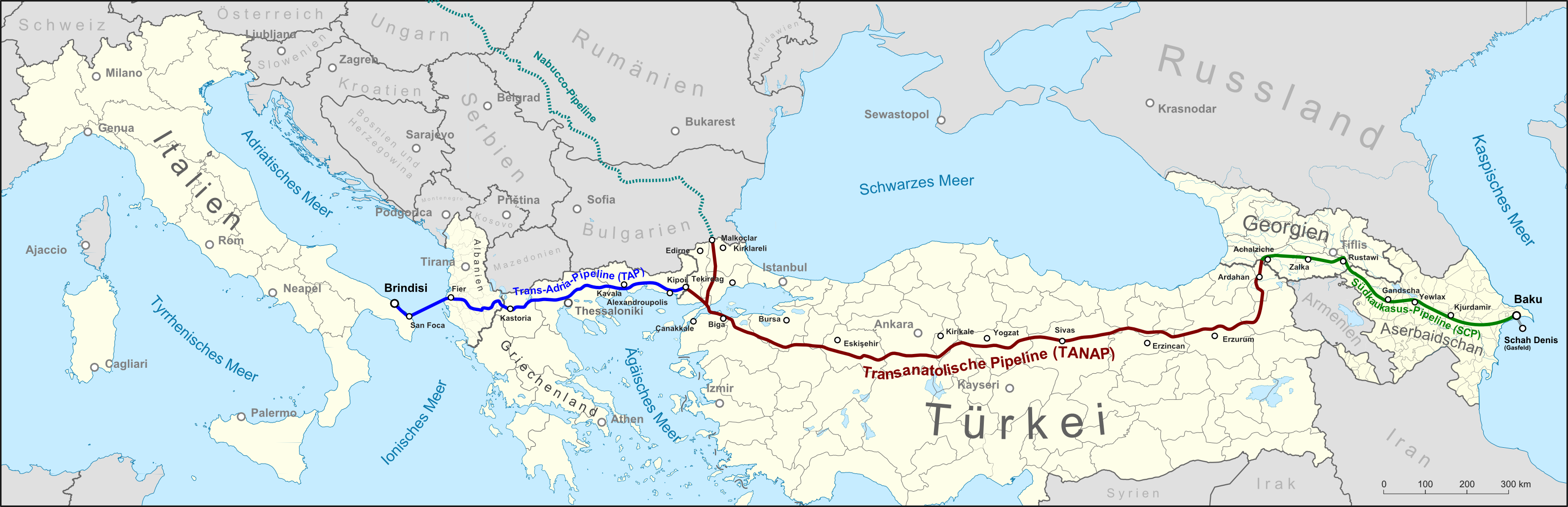
Carte de TANAP.

## Principales entreprises
Les principales entreprises impliquées dans les différents projets sont Axpo (Suisse), BOTAŞ (en) (Turquie), BP (Royaume-Uni), Enagás (Espagne), Fluxys (Belgique), Lukoil (Russie), Naftiran Intertrade (en) (Iran), Petronas (Malaisie), SOCAR (Azerbaïdjan), Statoil (Norvège), Total (France) et TPAO (Turquie).

## Financement du projet
Le coût total du projet est estimé à environ 45 milliards de dollars et plusieurs banques ont apporté leur soutien.

### Le projet du champ gazier Shah Deniz
Concernant le développement du champ gazier Shah Deniz, la Banque européenne pour la reconstruction et le développement (BERD) a approuvé un prêt de 200 millions de dollars.

### Projet du gazoduc transanatolien
Concernant le TANAP (en Turquie), la Banque mondiale envisage un prêt d’un milliard de dollars. Et la Banque européenne d’investissement prévoit un prêt d’un milliard d’euros.
De plus, ensemble avec la Banque asiatique de développement, la Banque européenne pour la reconstruction et le développement a approuvé un prêt d’un milliard de dollar.

### Projet du gazoduc trans-adriatique
Le projet du TAP (Grèce – Italie) est estimé à un coût de 6 milliards d’euros.
La Banque européenne pour la reconstruction et le développement (BERD) envisage un prêt de 1,5 milliard de dollars. La BERD devrait apporter 500 millions d’euros qui pourraient être complétés par 1 milliard d’euros apporté par d’autres banques.
La Banque européenne d’investissement prévoit un prêt de 2 milliards d’euros pour le TAP.

## Éléments de controverse
Demande de gaz naturel
La consommation de gaz naturel dans l’Europe des Vingt-Huit a baissé de plus de 20 % entre 2010 et 2015, mais les projets gaziers sont toujours évalués sur la base d’une consommation supérieure de 70 % aux objectifs d’efficacité énergétique pour 2030. Les objectifs de l’UE visent pourtant une réduction de la consommation de gaz dans les prochaines années. L’UE s’est en effet fixée un objectif de réduire la consommation de gaz naturel de 20 % d’ici 2020, par rapport aux objectifs de projetions tendancielles pour 2020. Il existe également un surplus infrastructure d’importation en Europe. De nombreuses capacités d’importation par gazoducs et par gaz naturel liquéfié sont en effet sous utilisées.
Politique européenne sur le climat
Les objectifs clés de l’UE sur le climat sont, pour 2030, une réduction de 40 % des émissions de gaz à effet de serre par rapport à 1990, une part de 27 % d’énergie renouvelable dans la consommation d’énergie et une hausse de 27 % de l’efficacité énergétique. Au niveau mondial, l’agence internationale de l’énergie mettait en garde en 2013 que pour atteindre l’objectif de limitation du réchauffement global à 2 °C, la consommation d’énergie d'ici à 2050, ne devrait pas représenter plus d'un tiers des réserves prouvées de combustibles fossiles. Pour de nombreux experts, le projet de gazoduc sud-européen va donc à l’encontre des objectifs européens et mondiaux sur le climat.
Diversification des approvisionnements
Un des objectifs du corridor gazier sud-européen avancés par l’UE est de diversifier les sources d’approvisionnement en gaz naturel et de réduire la dépendance face à la Russie. La Russie fournit en effet environ un tiers du gaz consommé en Europe, principalement via l’entreprise Gazprom. Or la Banque Européenne pour la Reconstruction et le Développement prévoit de prêter 200 millions de dollars à l’entreprise russe Lukoil pour le développement du champ gazier offshore de Shah Deniz en Azerbaïdjan. Lukoil détient 10 % du champ.
Soutien au régime autoritaire en Azerbaïdjan
Avec la construction du corridor gazier sud-européen, les pays européens ainsi que les entreprises soutiennent les exportations de gaz de l’Azerbaïdjan et participent au financement du régime. Le régime est considéré par de nombreuses associations et organisations internationales comme répressif, des activistes et des journalistes sont régulièrement arrêtés, condamnés et emprisonnés sur de fausses accusations. L'organisation non gouvernementale CEE BankWatch prévient que « développer Shah Deniz 2 et le corridor gazier sud-européen risque de renforcer les structures répressives du gouvernement d’Aliyev ».
Soupçons de corruption
Un homme politique italien, Luca Volontè, est accusé d’avoir reçu plus de 2 millions d’euros pour influencer un vote de rejet d’un rapport consacré aux droits de l’homme en Azerbaïdjan, alors qu’il était président du groupe du parti populaire européen au sein de l'assemblée parlementaire du Conseil de l'Europe. La publication d’un rapport sur les droits de l’homme en Azerbaïdjan aurait entravé le développement du projet de gazoduc. Les montants auraient été versés par des amis du président Ilham Aliyev, via un montage complexe de blanchiment d’argent.